# Colinas de Gatineau

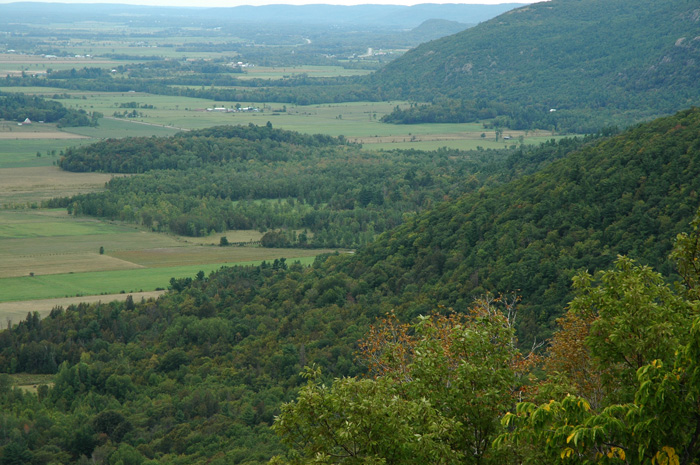
Vale com as Colinas de Gatineau

As Colinas de Gatineau (em francês:  Collines de la Gatineau) são uma formação geológica localizada ao extremo sul do Canadá, na província de Quebec. As colinas fazem parte de um parque florestal muito utilizada por montanhistas e praticantes do cross-country.
As colinas também são pontos de implantação de torres de transmissão para telecomunicações, atendendo várias cidades da região, além de uma atração turística, particularmente durante as semanas de outubro, quando ocorrem a mudança de cores das folhas das árvores, representando em um belo fenômeno natural e atraindo muitos fotógrafos amadores.
As Colinas de Gatineau fazem parte da região de Les Collines-de-l'Outaouais.